# فرار بزرگ (فیلم ۱۹۶۳)
فرار بزرگ (به انگلیسی: The Great Escape) فیلمی حماسی، جنگی، دلهره‌آور و ماجراجویی به کارگردانی جان استرجس، محصول سال ۱۹۶۳ است.

## داستان فیلم
در سال ۱۹۴۲ تعدادی از اسیران متفقین جنگ جهانی دوم که هرکدام سابقه چندین فرار ناموفق داشته‌اند، در یکی از اردوگاه‌های تازه‌تاسیس آلمان نازی تحت فرماندهی لوفت‌وافه گرد هم می‌آیند. آنها برای مشغول ساختن بخشی از نیروی انسانی نازی‌ها در جبهه نبرد، نقشه‌ای برای فرار دسته‌جمعی از طریق حفر تونل زیرزمینی می‌کشند.

## جوایز
این فیلم نامزد ۱ جایزه اسکار (نامزد اسکار بهترین تدوین) در سال ۱۹۶۴ شد.